# مینای تاج‌دار
مینای تاج‌دار یکی از گونه‌های جنس مینای معمولی است که نام علمی آن Acridotheres cristatellus است.